# Атлетика на Летњим параолимпијским играма
Пара атлетика се такмичи на свим Љетњим параолимпијским играма од првих игара 1960. године. У овом спорту такмиче се мушкарци и жене из свих група инвалидитета.
Неки спортисти користе инвалидска колица или протетске удове и такмиче се у свом спорту самостално и на своју снагу.
Спортисти са оштећеним видом учествују у тркачким такмичењима уз помоћ водича који види, за којег могу бити причвршћени везом. Уређаји који емитују звук или „позивалац“ који се види користе се да укажу на циљне области за бацање, тачке полетања за скакање и друге важне локације за такмичаре са оштећеним видом.
Постоји неколико различитих класификација и група у којима се такмиче спортисти на основу њиховог инвалидитета. Сваки инвалидитет има другачију класификацију која одређује класу у којој ће се спортисти такмичити. Скоро свака прилика која је доступна спортистима без инвалидитета доступна је на Параолимпијским играма.
У првом издању Љетњих параолимпијских игара 1960. године, Италија је завршила такмичење на првом мјесту на табели медаља, између 1964. и 1996. године постојала је јасна доминација Сједињених Америчких Држава, која је прекинута 2000. године, када је Аустралија доминирала спортом и од 2004. Кина доминира овим спортом.

## Приказ дешавања
| Игре | Година | Дисциплине | Најуспјешнија селекција   |
| ---- | ------ | ---------- | ------------------------- |
| 1.   | 1960   | 25         | Италија                   |
| 2.   | 1964   | 42         | Сједињене Америчке Државе |
| 3.   | 1968.  | 70         | Сједињене Америчке Државе |
| 4.   | 1972.  | 73         | Сједињене Америчке Државе |
| 5.   | 1976.  | 208        | Сједињене Америчке Државе |
| 6.   | 1980.  | 274        | Сједињене Америчке Државе |
| 7.   | 1984.  | 443        | САД                       |
| 8.   | 1988.  | 333        | САД                       |
| 9.   | 1992.  | 240        | САД                       |
| 10.  | 1996.  | 211        | САД                       |
| 11.  | 2000.  | 226        | Аустралија                |
| 12.  | 2004.  | 194        | Кина                      |
| 13.  | 2008.  | 160        | Кина                      |
| 14.  | 2012.  | 170        | Кина                      |
| 15.  | 2016.  | 177        | Кина                      |
| 16.  | 2020.  | 168        | Кина                      |
| 17.  | 2024.  | 164        | Кина                      |